# Bundesautobahn 92
La Bundesautobahn 92, abbreviata anche in BAB 92, è una autostrada tedesca che collega la città di Monaco di Baviera (autostrada BAB 99) con la città di Deggendorf e l'autostrada BAB 3.
Scorre per la sua totalità in Baviera e collega inoltre la città di Monaco con l'aeroporto F. J. Strauss.

## Percorso

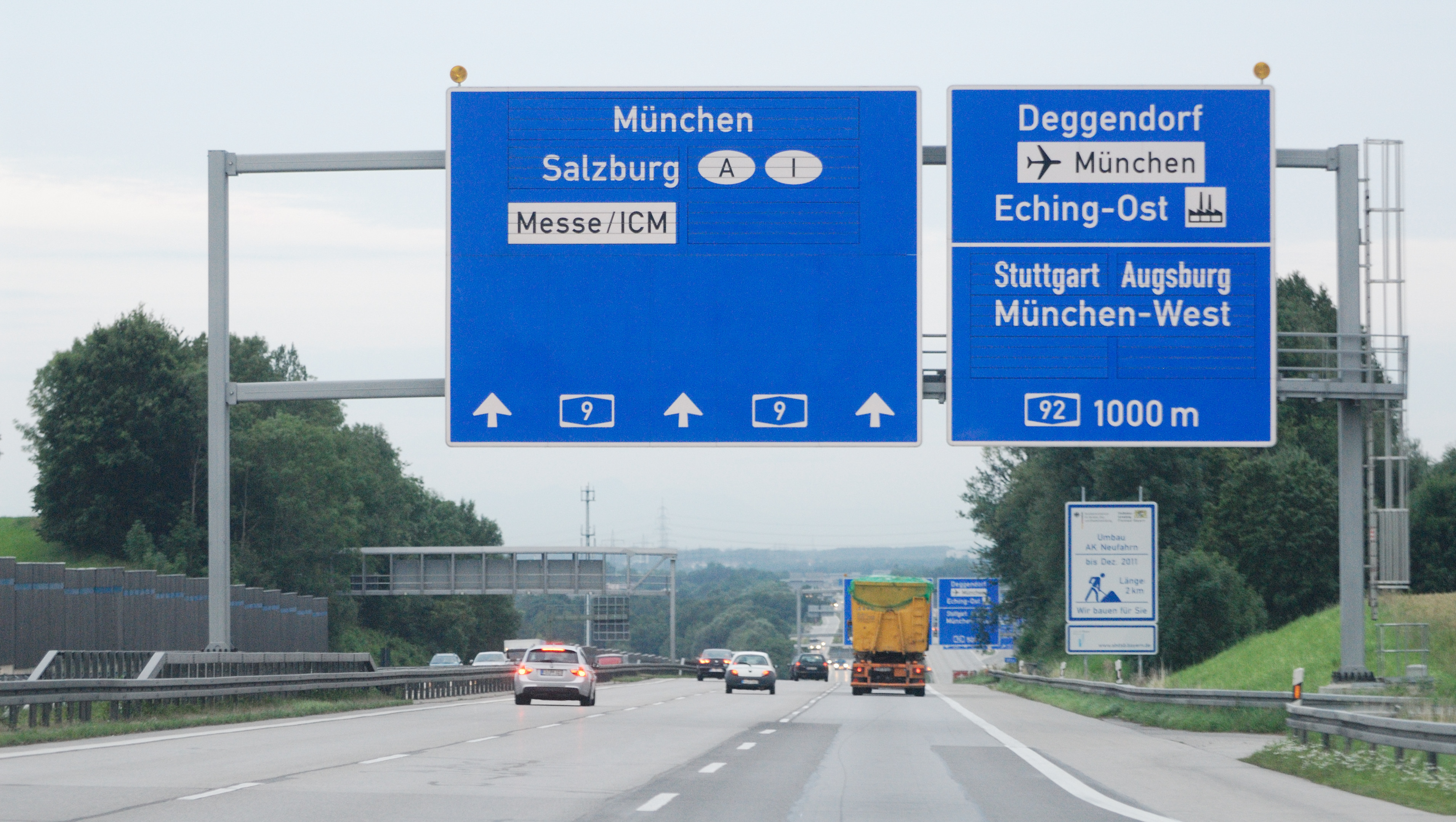
Incrocio della BAB 9 con la BAB 92

| BAB 92 |           |                                   |       |                |                |
| Tipo   | n° uscita | Indicazione                       | km    | Corrispondenze | Strada europea |
|        | 1         | Confluenza di Munchen Feldmoching | 0,0   |                |                |
|        | 2         | Oberschleissheim                  | 3,1   |                |                |
|        | 3         | Unterschleissheim                 | 9,2   |                |                |
|        | 4a        | Intersezione di Neufahrn          | 13,1  |                |                |
|        | 4b        | Eching Ost                        | 14,1  |                |                |
|        | 5         | Freising Sud                      | 19,4  |                |                |
|        | 6         | Flughafen Munchen F. J. Strauss   | 22,2  |                |                |
|        | 7         | Freising Mitte                    | 24,8  |                |                |
|        | 8         | Freising Ost                      | 28,0  |                |                |
|        | 9         | Erding                            | 33,9  |                |                |
|        | 10        | Moosburg Sud                      | 43,8  |                |                |
|        | 11        | Moosburg Nord                     | 48,0  |                |                |
|        | 12        | Landshut West                     | 56,8  |                |                |
|        | 13        | Altdorf                           | 61,4  |                |                |
|        | 14        | Landshut Nord                     | 64,5  |                |                |
|        | 15        | Landshut - Essenbach              | 68,6  |                |                |
|        | 16        | Worth                             | 79,6  |                |                |
|        | 17a       | Dingolfing West                   | 91,1  |                |                |
|        | 17b       | Dingolfing Ost                    | 95,0  |                |                |
|        | 18        | Pilsting - Grosskollnbach         | 101,7 |                |                |
|        | 19        | Landau                            | 106,8 |                |                |
|        | 20        | Wallersdorf West                  | 112,1 |                |                |
|        | 21        | Wallersdorf Nord                  | 114,5 |                |                |
|        | 22        | Plattling West                    | 123,2 |                |                |
|        | 23        | Plattling Nord                    | 128,8 |                |                |
|        | 24        | Intersezione di Deggendorf        | 132,3 |                |                |
|        | 25        | Deggendorf Mitte                  | 134,2 |                |                |